# Stupanj (slobodno zidarstvo)
U slobodnom zidarstvu, stupanj predstavlja formalno priznanje napretka člana kroz ritualni i simbolički sustav obuke i duhovnog razvoja. Dodjeljuje se slobodnom zidaru tijekom svečane ceremonije, koju izvode članovi njegove lože koji već posjeduju taj isti stupanj i imaju ovlasti za njegovo prenošenje. Stupnjevi u slobodnom zidarstvu općenito se razvrstavaju u dvije temeljne kategorije:
- Simbolički stupnjevi – obuhvaćaju prva tri stupnja: učenik, pomoćnik i majstor. Oni čine osnovu obrazovanja slobodnog zidara i temeljni su za daljnji napredak u obredu.
- Viši, ili dodatni, stupnjevi – zajednički naziv za sve stupnjeve iznad trećeg, koji se dodjeljuju unutar različitih obrednih sustava i proširuju simboliku, filozofiju i učenja stečena u simboličkim stupnjevima.

## Dvostruko značenje pojma "stupanj"
Iako se radi o jednoj riječi, pojam "stupanj" u slobodnom zidarstvu ima dva različita značenja:
1. Stupanj kao zvanje – označava zvanje koje se dodjeljuje članu slobodnozidarske zajednice.
2. Stupanj kao razina – odnosi se na razinu, rang ili položaj tog zvanja u hijerarhiji određenog slobodnozidarskog obreda.

Ova dva značenja često su međusobno povezana, ali svako ima svoj specifičan kontekst u okviru slobodnozidarske strukture i tradicije.
Primjeri: 
- Stupanj "viteza ružinog križa" je 
  - 18. stupanj Drevnog i prihvaćenog škotskog obreda,
  - 7. stupanj (4. red) u Francuskom obredu i
  - 11. stupanj Egipatskog obreda u inačici iz 1862. godine, kao i
  - 7. stupanj (2. stupanj Drugog reda) Salomonovog operativnog obreda.
- Stupanj "viteza istoka" je 
  - 15. stupanj Drevnog i prihvaćenog škotskog obreda,
  - 7. stupanj Švedskog obreda,
  - 6. stupanj u Francuskom obredu i
  - 15. stupanj u Obredu Memfisa-Mizraima.

## Tri simbolička stupnja
Simboličke stupnjeve slobodni zidari stječu općenito u svim nadležnostima, i to unutar simboličkih loža, koje se također nazivaju Ivanovskim ložama ili plavim ložama, zbog učestale upotrebe plave boje u njihovom dekoru. Ti se stupnjevi uvijek dodjeljuju unutar ovih loža, neovisno o tome kojoj obedijenciji pripadaju ili kojim se obredom služe. Simbolička i inicijacijska učenja koja se prenose u toj fazi vrlo su slična.
Slobodno zidarstvo, iako njeguje različite obrede, ima jedno zajedničko obilježje: općenito priznanje prva tri stupnja u svim svojim oblicima. Razlike među obredima javljaju se tek nakon trećeg stupnja.
1. Učenik: Slobodni zidar prije svega mora naučiti – kako učiti. To je prvi doticaj s simbolikom slobodnog zidarstva. U ovoj fazi uči se o ulogama pojedinaca u hramu te se potiče razvoj vrlina i iskorjenjivanje poroka. Mnogi iskusni slobodni zidari smatraju ovaj stupanj najvažnijim u cijelom slobodnozidarskom razvoju.[3]
2. Pomoćnik: Faza pomoćnika omogućuje slobodnom zidaru dublje razumijevanje simbola, ritualni napredak i osobni razvoj.[4]
3. Majstor: Ovo je tzv. stupanj masonskog ostvarenja. U okviru simboličkih loža, majstor je najviši stupanj, koji omogućuje obnašanje svih dužnosti unutar lože. Majstor posjeduje dublja znanja o povijesti i ciljevima slobodnog zidarstva.[5]

Slobodno zidarstvo je u početku imalo samo dva stupnja: učenika (engl. Entered Apprentice) i pomoćnika (Fellow Craft). Treći stupanj, majstor (Master Mason), uveden je kasnije, oko 1725. godine u Londonu.
Ova osnovna struktura slobodnog zidarstva naziva se simboličko ili plavo slobodno zidarstvo. Njegova autonomija u odnosu na kasnije razvijene stupnjeve smatra se jednim od ključnih uvjeta regularnosti u većini nadležnosti diljem svijeta.

## Mnoštvo dodatnih stupnjeva
U drugoj trećini 18. stoljeća, u Engleskoj, Francuskoj te potom i Njemačkoj, pojavili su se mnogi novi stupnjevi koji se kolokvijalno nazivaju visoki (viši, dodatni) stupnjevi (fran. hauts grades; engl. Side Degrees). Ovi stupnjevi, koji se općenito smatraju dopunama stupnju majstora, reorganizirani su u posljednjoj trećini istog stoljeća u koherentne sustave koji se nazivaju slobodnozidarski obredi i koji trima temeljnim stupnjevima dodaju nekoliko dodatnih stupnjeva kako bi se dobio ukupan broj stupnjeva koji varira prema obredima:
- Drevni i prihvaćeni škotski obred: 33 stupnja (uključujući 3 simbolična stupnja);
- Yorčki obred: 12 ili 13 stupnjeva ovisno o zemlji;
- Obred Memfisa-Mizraima: 99 stupnjeva;
- Švedski obred: 10 stupnjeva, plus jedan administrativni izvan strukture stupnjeva;
- Francuski obred: 7 stupnjeva, plus jedan administrativni izvan strukture stupnjeva;
- Ispravljeni škotski obred: 8 stupnjeva.

U ovim obredima visoke stupnjeve najčešće vode organizacije (tijela ili redovi) neovisne o onima koje upravljaju simboličkim stupnjevima. Na primjer, u Drevnom i prihvaćenom škotskom obredu, trima simboličkim stupnjevima obično upravlja "velika loža", neovisno o "vrhovnom vijeću" koje upravlja od 4. do 33. stupnja. U Sjedinjenim Državama ta je neovisnost utoliko veća što se Drevni i prihvaćeni škotski obred ili Ispravljeni škotski obred tamo prakticiraju tek od 4. stupnja, uz vrlo rijetke iznimke.
Stupanj neovisnosti između ove dvije vrste organizacija, koji varira prema nadležnostima, epohama, obredima i državama, često se spominje u kontroverzama oko slobodnozidarske regularnosti.

### Ujedinjeno Kraljevstvo
U Ujedinjenom Kraljevstvu, gdje dominira Emulacijski obred na razini simboličkih stupnjeva, stupnjevi Svetog kraljevskog luka i Majstora znaka imaju poseban status i oni su obvezni stupnjevi za druge visoke stupnjeve.

### Sjeverna Amerika
U Sjevernoj Americi, osobito u Sjedinjenih Država, gdje se uglavnom prakticira Yorčki obred, brojni dodatni stupnjevi mnogo su neovisniji o simboličkim stupnjevima. Njima upravljaju brojne organizacije neovisne jedna o drugoj koje se nazivaju "pridružena tijela ili redovi", odnosno "Savezni masonski stupnjevi". Ovi stupnjevi i organizacije koje njima upravljaju najvećim su dijelom isključivo američke i praktički nepoznate izvan Sjedinjenih Država, s značajnom iznimkom Drevnog arapskog red plemića mističnog Hrama Shrine tj. Šrajnera. Među ovim brojnim organizacijama, tri su uže povezane s 
Yorčkim obredom:
- Generalni veliki kapitel (stupnjevi majstora znaka, bivšeg majstora, najuzvišenijeg majstora i majstora Kraljevskog luka)
- Glavni veliki koncil (stupanjevi kraljevskog majstora, odabranog majstora i najodličnijeg majstora)
- Viteški redovi (stupnjevi vitezova reda Crvenog križa, Malteškog reda i reda Templara)